# دستر
دستر (به لاتین: Dəstər) یک منطقه مسکونی در جمهوری آذربایجان است که در شهرستان لریک واقع شده است. دستر ۳۶۲ نفر جمعیت دارد.

## ریشه واژه
نام این روستا برگرفته از زبان تالشی است. مردم این روستا از مهاجران ساکن و باشنده در ناحیه جنوبی سرزمین تالش بوده‌اند. به گفته اهالی آن‌ها محصولات دامی را با غلات عوض می‌کردند و غلات را در آسیاب‌های دستی به‌نام دسدارخرد می‌کردند و نام این روستا برگرفته از آن است.